# Domeny
Domeny es una entidad de población española de los municipios de Gerona y San Gregorio, pertenecientes a la provincia de Gerona, en la comunidad autónoma de Cataluña.

## Historia
El lugar tuvo ayuntamiento propio. El municipio de Domeny desapareció de cara al censo de 1857, al incorporarse al de San Gregorio. En la actualidad, hay dos entidades singulares de población con el nombre de Domeny. En 2023, la entidad singular de población adscrita al municipio de Gerona tenía empadronados veinte habitantes, mientras que la entidad singular de población perteneciente a San Gregorio tenía empadronados noventa habitantes y el núcleo de población, ninguno.